# Guam en los Juegos Olímpicos de la Juventud 2018
Guam participó en los Juegos Olímpicos de la Juventud 2018 en Buenos Aires, Argentina, celebrados entre el 6 y el 18 de octubre de 2018. Su delegación estuvo conformada por cuatro atletas en una disciplina. No obtuvo medallas en las justas.

## Medallero
| Presea        | Medalla de oro | Medalla de plata | Medalla de bronce | Total |
| ------------- | -------------- | ---------------- | ----------------- | ----- |
| TOTAL OFICIAL | 0              | 0                | 0                 | 0     |

## Disciplinas

### Lucha
Guam clasificó a un cuatro atletas en esta disciplina.
- Eventos masculinos - Gavin Stefan Sablan Whitt, Lynch Xavier Santos
- Eventos femeninos - Paulina Jean Dueñas, Kaetlyn Quintanilla